# Абдуль, Тейфук Амитович
Тейфу́к Ами́тович Абду́ль (крымскотат. Teyfuq Amit oğlu Abdul, Тейфукъ Амит огълу Абдуль; 11 (24) декабря 1915 год — 18 марта 1945, 	село Обер-Эшкиттель, район Гротткау, административный округ Оппельн, Верхняя Силезия, нацистская Германия) — участник Великой Отечественной войны, командир 2-го стрелкового батальона 175-го гвардейского стрелкового полка 58-й гвардейской стрелковой дивизии 57-й армии Степного фронта, Герой Советского Союза (1943), гвардии майор (1945).

## Биография
Родился в 1915 году в деревне Партенит Ялтинского уезда Таврической губернии (ныне посёлок городского типа Алуштинского района Республики Крым) в семье участника русско-японской войны 1904—1905 годов. По национальности — крымский татарин.
Окончил восьмилетнюю школу в Партените, в 1935 году — Ялтинский педагогический техникум, в 1939 году — факультет крымско-татарской филологии Крымского государственного педагогического института имени М. В. Фрунзе. С 1937 года совмещал учёбу с преподавательской работой, трудился учителем, заведующим школой и школьным инспектором в Алуштинском районе.
В армии с ноября 1939 года. В октябре 1940 года окончил Орловское пехотное училище. На фронтах Великой Отечественной войны с июня 1941 года. Воевал в составе Западного, Донского, Юго-Западного и Степного фронтов. В течение одного 1941 года был дважды тяжело ранен. С конца 1941 года гвардии капитан Тейфук Абдуль — командир стрелкового батальона. В 1942 году окончил курсы «Выстрел». В декабре 1942 года в третий раз тяжело ранен. В этом же году вступил в ряды Коммунистической партии.
Принимал участие в битве за Днепр в должности командира 2-го стрелкового батальона 175-го гвардейского стрелкового полка 58-й гвардейской стрелковой дивизии 57-й армии Степного фронта. В бою 26 сентября 1943 года батальон капитана Абдуля форсировал Днепр и захватил один из первых плацдармов в полосе Степного фронта в районе города Верхнеднепровск. Бойцы несколько дней удерживали захваченный плацдарм, обеспечив переправу на него главных сил полка. В ожесточённых боях врагу был нанесён большой урон в живой силе и технике.
Звание Героя Советского Союза присвоено 20 декабря 1943 года.
В октябре 1943 года, во время боёв за Днепр был в четвёртый раз тяжело ранен.
Погиб 18 марта 1945 года во время ведения разведки в селе Обер-Эшкиттель западнее города Гротткау (ныне восточная часть села Ешкотле гмины Гродкув Бжегского повята Опольского воеводства Польши).
Семья долго не знала о его судьбе. В последний раз письмо от мужа Мария Степановна Кочкина (Кочина) получила в феврале 1945 года, в котором он сообщал, что ему присвоено звание гвардии майора. Лишь 8 апреля 1948 года его жена получила официальное сообщение от Председателя Президиума Верховного Совета СССР Шверника о том, что её муж погиб.

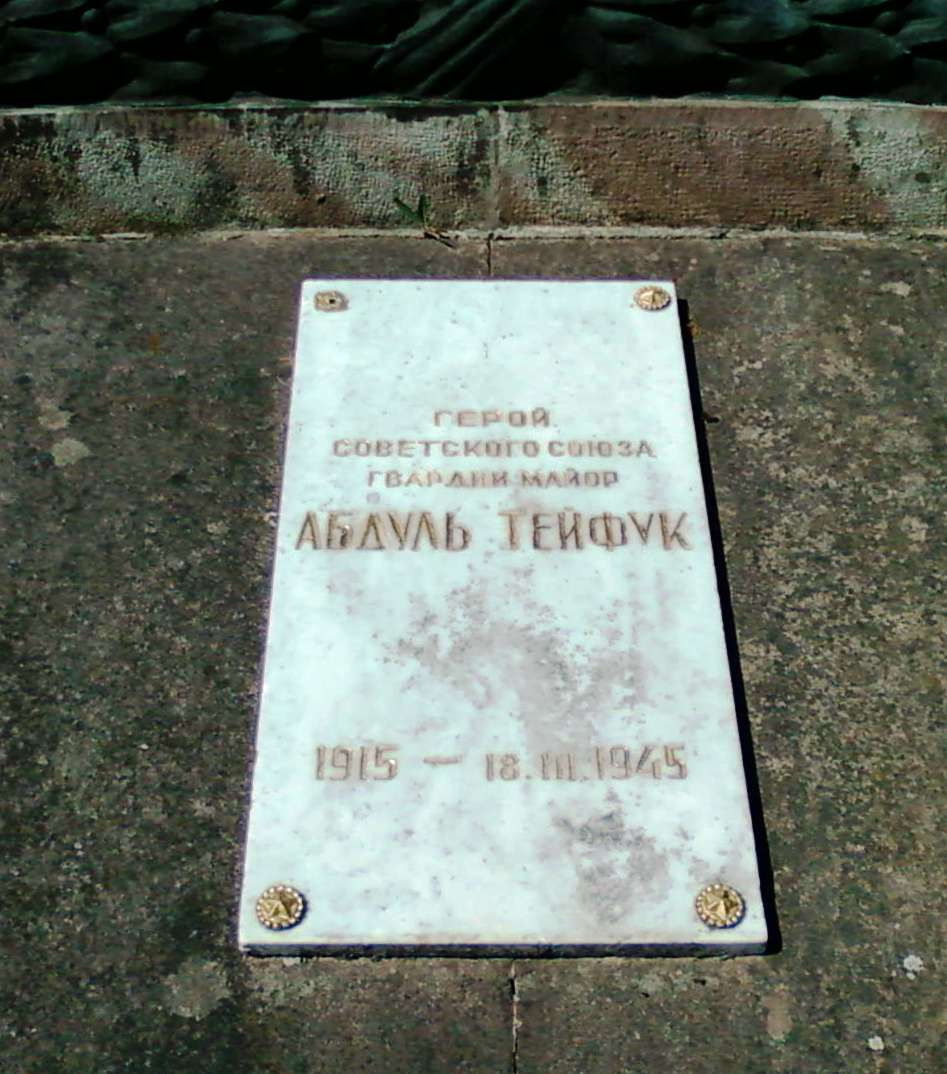
Могила Абдуль Тейфука на Холме Славы во Львове

## Награды
- Медаль «Золотая Звезда» Героя Советского Союза № 2672
- Орден Ленина
- Орден Красного Знамени
- Орден Отечественной войны I степени
- Орден Отечественной войны II степени
- Медали

## Память
- Похоронен во Львове на холме Славы.
- В родном городе Героя ему установлен памятник. В Симферополе, в селе Кормовое Первомайского района, в селе Межводное именем Героя названы улицы Абдуль Тейфук.
- В Партените, рядом с могилой матроса Иван Васильченко Объект культурного наследия народов РФ регионального значения. Рег. № 911710829480005 (ЕГРОКН), справа от памятника установлена стела из лабрадорита в виде каменной глыбы с надписью: «Вечная память Партенитцам, погибшим в годы ВОВ 1941 – 1945 Герой Советского Союза майор Абдуль Тейфук рядовые Абранов И., Губанов Г.В., Ильенко В., Косьмин А. А., Пшемецкий К. В.»

О герое написана книга: Шепель А. Д. Абдуль Тейфук: повесть. — 2015. — 286 с. — ISBN 978-5-906008-28-2.